# Antoni Besses Bonet
Antoni Besses Bonet (Barcelona, 5 de Març de 1945) és un pianista i compositor català.
Va iniciar-se en la música i la interpretació amb la seva mare, que era professora de piano. Després va estudiar piano, composició i música de cambra al Conservatori Superior Municipal de Barcelona, on va ser deixeble, entre d'altres, de Joaquín Zamacois. Gràcies a una beca va estudiar a París amb Pierre Sancan i Olivier Messiaen, i a Anvers amb Frederic Gevers. A Anvers, va obtenir el Diplôme Supérieur el 1977.